# Prix national de la cinématographie
Le Prix national de la cinématographie (finnois : Elokuvataiteen valtionpalkinto) est un prix artistique décerné chaque année par le  Centre pour la promotion des arts de Finlande. 

## Lauréats
| Année | Lauréat | Métiers | Réfs   |
| ----- | --- | ------- | ------ |
| 1968  | Veikko Kerttula |         | [ 1 ]  |
| 1969  | Eeli Aalto |         | [ 2 ]  |
| 1971  | Jukka Sipilä |         | [ 3 ]  |
| 1972  | Antti Peippo |         | [ 4 ]  |
| 1973  | Antti Peippo, Tuula Nyman, Tarja-Tuulikki Tarsala                                                                                            |         | ,      |
| 1974  | Aimo Saukko |         | [ 7 ]  |
| 1975  | Veikko Kerttula |         | [ 1 ]  |
| 1976  | Jukka Sipilä |         | [ 3 ]  |
| 1977  | Benedict Zilliacus |         | [ 8 ]  |
| 1979  | Esa Vuorinen |         | [ 9 ]  |
| 1981  | Martti Kainulainen, Antti Peippo |         | ,      |
| 1982  | Jukka Sipilä, Harri Rinne, Martti Luoma, Mikko Alatalo                                                                                       |         | ,      |
| 1985  | Kari Väänänen, Paavo Pentikäinen, Esa Vuorinen                                                                                               |         | ,      |
| 1986  | Veikko Aaltonen |         | [ 16 ] |
| 1987  | Jouko Aaltonen | [ 17 ]  | [ 18 ] |
| 1989  | Lauri Törhönen | [ 17 ]  | [ 19 ] |
| 1991  | Veikko Aaltonen, Kari Heiskanen, Sara Paavolainen                                                                                            |         | ,      |
| 1992  | Pirjo Honkasalo, Jorma Höri, Kjell Lagerroos, Pertti Mutanen, Jotaarkka Pennanen, Ilppo Pohjola, Timo Salminen, Risto Tuorila, Heikki Vuento |         | [ 22 ] |
| 1999  | Aki Kaurismäki | [ 17 ]  | [ 23 ] |
| 2000  | Matti Ijäs | [ 17 ]  | [ 24 ] |
| 2001  | Kanerva Cederström | [ 17 ]  | [ 25 ] |
| 2002  | Jarmo Lampela | [ 17 ]  | [ 26 ] |
| 2003  | Kaija Juurikkala | [ 17 ]  | [ 27 ] |
| 2004  | Jukka Nykänen | [ 28 ]  | [ 29 ] |
| 2005  | Aku Louhimies, Samu Heikkilä, Rauno Ronkainen                                                                                                | ,       | [ 32 ] |
| 2006  | Lasse Naukkarinen | [ 17 ]  | [ 33 ] |
| 2007  | Lauri Törhönen | [ 17 ]  | [ 34 ] |
| 2008  | Matti Kassila | [ 17 ]  | [ 35 ] |
| 2009  | Aleksi Mäkelä | [ 17 ]  | [ 36 ] |
| 2010  | Saara Cantell, Marita Hällfors | ,       | [ 38 ] |
| 2011  | Jalmari Helander, Petri Jokiranta | ,       | [ 39 ] |
| 2012  | Sami Jahnukainen, Jukka Kärkkäinen, J-P Passi, Riitta Poikselkä                                                                              | ,       | [ 41 ] |
| 2013  | Laura Birn | [ 42 ]  | [ 43 ] |
| 2014  | Festival du soleil de minuit |         | [ 44 ] |
| 2015  | Markku Heikkinen | [ 17 ]  | [ 45 ] |
| 2016  | Juho Kuosmanen, Jussi Rantamäki, J-P Passi                                                                                                   | ,       | [ 46 ] |
| 2017  | Heikki Kossi | [ 47 ]  | [ 48 ] |
| 2018  | Zaida Bergroth | [ 17 ]  | [ 49 ] |
| 2019  | Kalle Kinnunen | [ 50 ]  | [ 51 ] |
| 2020  | Tuffi Films | [ 31 ]  | [ 52 ] |